# Уваровский переулок
Ува́ровский переу́лок (название утверждено 27 октября 1998 года) — переулок на западе Москвы в районе Митино Северо-Западного административного округа. Назван в 1998 году по находившемуся в этой местности селу Уварово. Переулок расположен между 1-м Пенягинским проездом и улицей Генерала Белобородова.

## Учреждения и организации
По нечётной стороне:
- № 3
- № 3, корпус 1 — Детский клуб «Азбука»
- № 5
- № 5, корпус 1 — Детский сад № 2383 «Улыбка»
- № 7

По чётной стороне:
- № 2 — 12—14-этажный жилой дом
- № 2, корпус 1 — 12-этажный жилой дом
- № 4 — Поликлиника № 180
- № 6 — Детский сад № 2409 «Колосок»
- № 8 — Центр образования № 1943
- № 10 — магазины «Дикси», «Всё для дома»
- № 10, корпус 1 — 9-этажный жилой дом
- № 10, корпус 2 — 9—12-этажный жилой дом
- № 12 — Репетиционная база и студия звукозаписи «Кантри», Молочно-раздаточный пункт при поликлинике № 141; Центральная оперативная диспетчерская (ЦОДС) (с центром сбора ртутьсодержащих отходов)

## Транспорт
Переулок расположен рядом с остановочным пунктом «8 микрорайон Митино», на котором совершают остановку маршруты автобусов № 852 и № 930, а также автобусов маршрутов № 267, № 451 и № 456, для которых данный остановочный пункт является конечным.